# Byzantinische Zeitschrift
Die Byzantinische Zeitschrift (Abkürzungen BZ und ByzZ) ist eine der bedeutendsten Fachpublikationen auf dem Gebiet der Byzantinistik. Sie wurde 1892 vom Begründer der modernen, wissenschaftlichen Byzantinistik, Karl Krumbacher, im Verlag B. G. Teubner ins Leben gerufen.
Nach dem Tode Krumbachers wurden Paul Marc (1909 bis 1927) und August Heisenberg (1910 bis 1930) Herausgeber, ihnen folgte Franz Dölger (1928 bis 1963). 1943 kam die Publikation der Zeitschrift kriegsbedingt vorerst zu einem Ende. Schon zwischen 1914 und 1919 musste die Zeitschrift eingestellt werden. Seit 1950 erschien sie im Münchner Verlag C.H. Beck. Dölger folgten als Herausgeber Hans-Georg Beck (1964 bis 1977), Friedrich Wilhelm Deichmann (1964 bis 1980) und Herbert Hunger (1964 bis 1980), schließlich Armin Hohlweg (1978 bis 1990). Ab 1991 gab Peter Schreiner die Zeitschrift heraus, seit 2004 Albrecht Berger. Seit 2001 erschien die Byzantinische Zeitschrift im K. G. Saur Verlag, bevor 2008 zum Verlag Walter de Gruyter gewechselt wurde. Die Redaktion ist am Institut für Byzantinistik, Neogräzistik und Byzantinische Kunstgeschichte der Universität München angesiedelt. 2007 wurde der 100. Band der Zeitschrift veröffentlicht.
Die Byzantinische Zeitschrift ist in drei Sektionen unterteilt:
1. Aufsätze
2. Rezensionen
3. Bibliografische Notizen, Mitteilungen und Nachrufe.

Die Byzantinische Zeitschrift erscheint jährlich mit vier Heften pro Band. Die Zeitschrift veröffentlicht Texte zum gesamten Spektrum der Byzantinistik, von der Spätantike bis zur Nachwirkung des Byzantinischen Reiches, von der Philologie über die Geschichtswissenschaft und religionshistorischen Studien bis hin zu archäologischen und kunsthistorischen Themen.
Ergänzt wird die Zeitschrift durch die Schriftenreihe Byzantinisches Archiv (seit 1898) und das von 1994 bis 1998 in drei Bänden erschienene Supplementum bibliographicum.
Die Byzantinische Zeitschrift ist neben dem Jahrbuch der Österreichischen Byzantinistik und den Byzantinischen Forschungen eines der wenigen Periodica im deutschsprachigen Raum auf dem Gebiet der Byzantinistik.